# Submersisphaeria palmae
Submersisphaeria palmae är en svampart som beskrevs av Pinnoi 2004. Submersisphaeria palmae ingår i släktet Submersisphaeria och familjen Annulatascaceae.   Inga underarter finns listade i Catalogue of Life.